# Kadegadde, Tirthahalli
Kadegadde là một làng thuộc tehsil Tirthahalli, huyện Shimoga, bang Karnataka, Ấn Độ.